# Nižná Rybnica
Nižná Rybnica este o comună slovacă, aflată în districtul Sobrance din regiunea Košice. Localitatea se află la altitudinea de 118 m deasupra n.m., se întinde pe o suprafață de 9 km2 și în 2017 număra 419 locuitori.

## Istoric
Localitatea Nižná Rybnica este atestată documentar din 1333.

## Demografie
| An:                | 1994 | 2004    | 2014   | 2024   |
| ------------------ | ---- | ------- | ------ | ------ |
| Număr de persoane: | 355  | 410     | 421    | 419    |
| Diferență:         |      | +15,49% | +2,68% | −0,47% |

| An:                | 2023 | 2024   |
| ------------------ | ---- | ------ |
| Număr de persoane: | 416  | 419    |
| Diferență:         |      | +0,72% |